# 林寶堅尼Miura
林寶堅尼Miura，是林寶堅尼車廠於1966至73年間所生產的旗艦車，為當年最快的量產車輛，亦是世上第一部被普遍稱為超級跑車的車輛。集團的創辦人及總裁費魯齊歐·林寶堅尼（Ferruccio Lamborghini）一心想打造豪華旅行車（Grand tourer），車廠的工程師團隊卻一直把他瞞着，悄悄地研發跑車起來，此事在數十年後依然為大眾所津津樂道。
Miura不只是速度比同期的所有其他原廠量產車型快，最大巡航速度達時速二百七十六公里。比四十年前當時最快兼第一款廠家自稱超跑的車賓利Speed Six，或同期最暢銷的私家車迷你快上一倍之多。即使在五十年後的標準來說仍然相當快，相當於數代後的中檔跑車，僅比最新世代的超跑慢不足一半而實測圈速慢更少，又比緊湊型轎車的佼佼者如大眾高爾夫快三分一，甚至稍快於豐田86等數代後的小型跑車中的傑作。
這是因為設計上很科學地採用了低重心低風阻的外形，而不只是單純故意把外表很前衛，因為車頭的底部較低造成了行駛時車底的半真空狀態，吸著全車保持著貼路性能，而且較同等速度的賽車用改裝車粍油較少。內部則作為第一種用中置發動機的方式保持重心。這種設計漸被日後的車型猶跑車所仿效了。
本車型的「缺點」是以雙座位跑車來說車架和殼體算重的，所以加速是遜於同期的法拉利250 GTO，故很多人在後來也認為它也應當叫超跑，而兩車的性能成為了日後對超跑要求的指標了。

## 規格
| 林寶堅尼Miura       | P400                                           | P400S                                          | P400SV                                         |
| ------------------- | ---------------------------------------------- | ---------------------------------------------- | ---------------------------------------------- |
| 生產（年份 / 架次） | 1966–69年 275輛                                | 1968–71年 338輛                                | 1971–73年 150輛                                |
| 引擎制式            | 60°V12引擎（四行程循環），中置                 | 60°V12引擎（四行程循環），中置                 | 60°V12引擎（四行程循環），中置                 |
| 缸徑 x 行程         | 82 mm（3.2英寸） x 62 mm（2.4英寸）            | 82 mm（3.2英寸） x 62 mm（2.4英寸）            | 82 mm（3.2英寸） x 62 mm（2.4英寸）            |
| 引擎排量            | 3929 cc                                        | 3929 cc                                        | 3929 cc                                        |
| 馬力峰值            | 350 PS（260 kW；350 hp） @ 7000                | 370 PS（270 kW；360 hp） @ 7700                | 385 PS（283 kW；380 hp） @ 7700                |
| 扭力峰值            | 355 N·m（262 lb·ft） @ 5000                    | 388 N·m（286 lb·ft） @ 5500                    | 388 N·m（286 lb·ft） @ 5500                    |
| 壓縮率              | 9.5 : 1                                        | 10.7 : 1                                       | 10.7 : 1                                       |
| 燃油供給            | 4 x 韋伯IDL403C3bbl倒灌風化油器                | 4 x 韋伯IDL403C3bbl倒灌風化油器                | 4 x 韋伯IDL403C3bbl倒灌風化油器                |
| 氣閥機構            | 每組汽缸兩個頂置凸輪軸，鏈條驅動，桶狀汽閥挺杆 | 每組汽缸兩個頂置凸輪軸，鏈條驅動，桶狀汽閥挺杆 | 每組汽缸兩個頂置凸輪軸，鏈條驅動，桶狀汽閥挺杆 |
| 散熱                | 液態                                           | 液態                                           | 液態                                           |
| 變速器              | 5前速手動變速器，齒輪比4.083:1                 | 5前速手動變速器，齒輪比4.083:1                 | 5前速手動變速器，齒輪比4.083:1                 |
| 電子系統            | 12伏特                                         | 12伏特                                         | 12伏特                                         |
| 前避震              | 上下叉臂，螺旋彈簧，穩定桿                     | 上下叉臂，螺旋彈簧，穩定桿                     | 上下叉臂，螺旋彈簧，穩定桿                     |
| 後避震              | 上下叉臂，螺旋彈簧，穩定桿                     | 上下叉臂，螺旋彈簧，穩定桿                     | 上下叉臂，螺旋彈簧，穩定桿                     |
| 制動                | Girling盤式制動器，液壓操作                    | Girling盤式制動器，液壓操作                    | Girling盤式制動器，液壓操作                    |
| 轉向                | 齒輪齒條                                       | 齒輪齒條                                       | 齒輪齒條                                       |
| 車身結構            | 單體式結構                                     | 單體式結構                                     | 單體式結構                                     |
| 淨重                | 1,125（2,480磅）                               | 1,298（2,862磅）                               | 1,298（2,862磅）                               |
| 輪距（前 / 後）     | 1,400 mm（55英寸） 1,400 mm（55英寸）          | 1,400 mm（55英寸） 1,400 mm（55英寸）          | 1,400 mm（55英寸） 1,540 mm（61英寸）          |
| 軸距                | 2,500 mm（98英寸）                             | 2,500 mm（98英寸）                             | 2,500 mm（98英寸）                             |
| 長度                | 4,360 mm（172英寸）                            | 4,360 mm（172英寸）                            | 4,360 mm（172英寸）                            |
| 寬度                | 1,760 mm（69英寸）                             | 1,760 mm（69英寸）                             | 1,780 mm（70英寸）                             |
| 高度                | 1,060 mm（42英寸）                             | 1,060 mm（42英寸）                             | 1,060 mm（42英寸）                             |
| 輪胎尺寸            | Pirelli Cinturato72 205 VR-15                  | GR70 VR 15                                     | FR70 HR 15（前），GR70 VR 15（後）             |
| 極速                |                                                | 276 km/h（171 mph）                            |                                                |
| 0–60 英里加速       | 7.0秒                                          | 6.7秒                                          |                                                |
| 燃油消耗            |                                                | 21 L/100 km（13 mi/imp gal；11 mi/US gal）     |                                                |

參考文獻
1. ↑  . Autocar. 27 April 1972,. 136 (nbr 3967): page 9.
2. ↑  Joe Sackey. . books.google.fi.   [2012-10-28]. （原始内容存档于2019-12-07）.
3. ↑  . lamborghinicars.tripod.com.   [29 June 2010]. （原始内容存档于2020-11-23）.

## 延伸阅读
- Joe Sacke. . Veloce Publishing. November 15, 2008. ISBN 978-1845841966. 外部链接存在于|title= (帮助)